# فریدریچ ون هونه
فریدریچ ون هونه(به انگلیسی:Friedrich von Huene)(زاده ۲۲ مارس ۱۸۷۵ – درگذشته ۴ آوریل ۱۹۶۹) دیرینه‌شناسی آلمانی بود که در اوایل قرن بیستم بیش از هر کس دیگری در اروپا نام دایناسورها را تغییر داد. او همچنین کمک‌های کلیدی برای شناخت بیشتر مهره‌داران مختلف  مربوط به دوره پرومو-کربنیفر کرد.

## حرفه

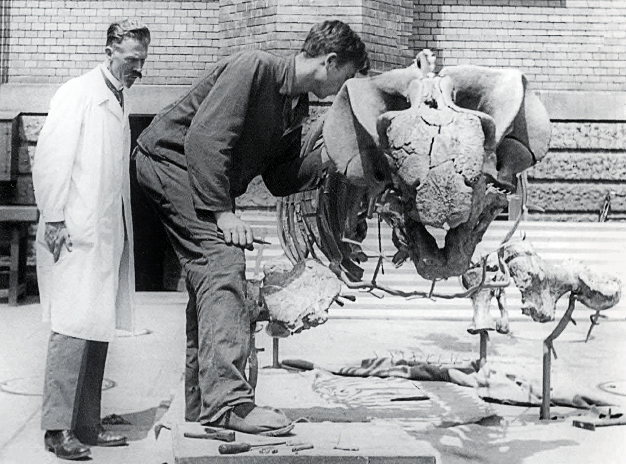
ون هونه سمت چپ

هونه در شهر توبینگن در زمان پادشاهی وورتمبرگ به‌دنیا آمد.  اکتشافات او شامل اسکلت بیش از ۳۵ فرد پلاتئوسوروس در معدن معروف تروسینگن، پیش دایناسور اولیه سالتوپوس در سال ۱۹۱۰، پروسراتوزاروس در سال ۱۹۲۶، آنتارکتوزاروس غول‌پیکر در سال ۱۹۲۹، و تعداد زیادی دایناسور دیگر و حیوانات فسیل‌شده مانند دایناسورها می‌شود. او همچنین اولین کسی بود که چندین گونه بالاتر از جمله پروسوروپودا و خزنده‌پاریختان را ابداع کرد. در سال ۱۹۴۱ او سنگی را پیدا کرد که در آن چوب سنگ‌شده‌ای بود، متأسفانه فکر کرد که این یک دایناسور است. با این حال چند دیرینه‌شناس لهستانی آن سنگ را دایناسور سوکینودون می‌نامیدند.
او در سال ۱۹۲۸ از ژئوپارک پالئورروتا بازدید کرد و در آنجا اسکلت "پِرِستوسِچوس‌چینیکنسیس"  را در سال ۱۹۳۸ جمع آوری کرد.
او همچنین چندین مهره‌دار پرمو-کربنیفر و تریاس را مورد مطالعه قرار داد، از جمله اعضای چندین کلاد بزرگ، مانند بریده‌مهرگان، هم‌کمانان و خزنده‌چهرگان. در کار خود بر روی مزوسورها، هونه نشان داد که یک فنستر گیجگاهی پایینی وجود دارد (مانند:سیناپسیدها)، تفسیری که بعداً توسط بسیاری از محققان بعدی رد شد، اما اخیراً دوباره تأیید شد.
گونه جدیدی از ساروپودومورف‌های پایه، در سال ۱۹۴۱ به نام فون هونه نامگذاری شد. یک تروپود گوشتخوار اولیه، در سال ۱۹۹۵ نیز به نام او نامگذاری شد، اگرچه این نام نامعتبر است.